# Романи (Валча)
Романи (рум. Români) насеље је у Румунији у округу Валча у општини Бабени. Oпштина се налази на надморској висини од 245 m.

## Становништво
Према подацима из 2002. године у насељу је живело 1339 становника, од којих су сви румунске националности.